# Harry Potter a Kámen mudrců (film)
Harry Potter a Kámen mudrců je britsko-americký film z roku 2001 natočený podle stejnojmenné knihy britské spisovatelky J. K. Rowlingové.

## Rozdíly od knihy
Zatímco kniha začíná běžným ránem u Dursleyových, film začíná až večer, kdy Albus Brumbál, Minerva McGonagallová a Rubeus Hagrid dávají malého Harryho Pottera před dveře Dursleyových. Vynecháno je také několik pokusů o útěk Vernona Dursleyho od dopisů, které Harrymu přicházejí z Bradavic. Harry se nepotká s Dracem už v Příčné ulici, ale až v Bradavicích a po nákupech v Příčné ulici se Harry nevrací k Dursleyovým, ale jde rovnou na Nástupiště 9 a ¾. Vynecháno je také zdlouhavé pátrání po Nicolasi Flamelovi. A v knize také Malfoy vyláká Harryho a Rona na noční souboj do pamětní síně, kam nakonec jdou i s Nevillem a Hermionou. Od Draca je to past, řekne to školníkovi Filchovi a ten je málem načapá, a ve dveřích kam se schovají, hlídá Chloupek. Hagridův drak Norbert je odebrán a odeslán do Rumunska Brumbálem a ne přáteli Charlieho. Školní trest kvůli nočnímu potulování si v knize odpykává Harry, Hermiona, Neville a Draco, ve filmu Nevilla nahradil Ron. Vynechána je také píseň Moudrého klobouku, Snapeův úkol při cestě ke Kameni, Petunie a Dudley Dursleyovi jsou místo blonďáků bruneti a Firenze, který je v knize světlý, je ve filmu tmavý.

## Obsazení
| Daniel RadcliffeHarry Potter | (český dabing : Vojtěch Kotek)                          |
| Rupert Grint                 | Ron Weasley (český dabing : Jiří Kocman)                |
| Emma Watsonová               | Hermiona Grangerová (český dabing : Anežka Pohorská)    |
| Bonnie Wright                | Ginny Weasleyová (český dabing : Julie Alexandridisová) |
| James Phelps                 | Fred Weasley (český dabing : Vojtěch Rohlíček)          |
| Oliver Phelps                | George Weasley (český dabing : Vojtěch Rohlíček)        |
| Richard Harris               | Albus Brumbál (český dabing : Otakar Brousek starší)    |
| Maggie Smithová              | Minerva McGonagallová (český dabing : Jana Drbohlavová) |
| Robbie Coltrane              | Rubeus Hagrid (český dabing : Jiří Zavřel)              |
| Alan Rickman                 | Severus Snape (český dabing : Aleš Procházka)           |
| Ian Hart                     | Quirinus Quirell (český dabing : Martin Sobotka)        |
| Tom Felton                   | Draco Malfoy (český dabing : Radek Škvor)               |
| Richard Griffiths            | Vernon Dursley (český dabing : Rudolf Jelínek)          |
| Fiona Shaw                   | Petunie Dursleyová (český dabing : Dagmar Čárová)       |
| Harry Melling                | Dudley Dursley                                          |
| Chris Rankin                 | Percy Weasley (český dabing : Jan Kalous (herec))       |
| John Hurt                    | Ollivander (český dabing : Bohuslav Kalva)              |
| Matthew Lewis                | Neville Longbottom (český dabing : Zdeněk Charvát)      |
| Sean Biggerstaff             | Oliver Wood (český dabing : Hynek Votoček)              |
| Jamie Waylett                | Vincent Crabbe                                          |
| Josh Herdman                 | Gregory Goyle                                           |
| Devon Murray                 | Seamus Finnigan                                         |
| Alfred Enoch                 | Dean Thomas                                             |
| Warwick Davis                | Filius Kratiknot (český dabing : Zdeněk Hess)           |
| John Cleese                  | Skoro bezhlavý Nick (český dabing : Michal Michálek)    |
| Julie Waltersová             | Molly Weasleyová (český dabing : Martina Hudečková)     |
| Richard Brummer              | Lord Voldemort (český dabing : Bohumil Švarc)           |
| Zoë Wanamaker                | Rolanda Hoochová                                        |
| David Bradley                | Argus Filch (český dabing : Jan Přeučil)                |
| Elizabeth Spriggsová         | Buclatá dáma (český dabing : Alena Procházková)         |
| Geraldine Somerville         | Lily Potterová (český dabing : Sylva Sequensová)        |
| Adrian Rawlis                | James Potter                                            |